# アスタロト (漫画)
『アスタロト』は、魔夜峰央の漫画作品。秋田書店の漫画雑誌『別冊プリンセス』に1991年から1994年にかけて連載されたが、掲載誌の休刊により未完で終わった。同社の『ひとみCCミステリー』において1995年から1996年にかけて「アスタロト外伝」が掲載されたが、こちらも掲載誌の休刊により未完に終わっている。
陰謀と権謀術数の渦巻く魔界を舞台に、魔王たちの権力争いの様子を描いた作品。主人公であるアスタロトは作者お気に入りのキャラクターであり、作者の代表作『パタリロ!』へのゲスト出演を含め多数の派生作品が存在する。本項ではこれらの「出演作品」についても解説する。アスタロトのキャラクターおよび背景世界の設定は、作者が商業デビューする以前から暖めていたものであり、初期の作品である『ラシャーヌ!』（1978年-1989年）から『オーロラ 王魔が刻』（2010年）まで、数々の作品に関連付ける形で繰り返し登場している（関連作品の節も参照）。

## ストーリー

### アスタロト
魔界では、帝王サタンとこれに対立するベール大王の二大派閥による冷戦が長く続いていた。そんな折、サタン派のアスタロトが眼をかけていた使い魔の子供がベール派の悪魔に暗殺され、激怒したアスタロトは、ベールおよびベール派でアスタロトとは仇敵のベールゼブブに敵意を燃やす。サタンは動かなかったが、怒りの収まらないアスタロトは独断でベールゼブブ配下の魔王を次々に暗殺し始めた。サタン派とベール派の争いが激化することを恐れたサタン派の筆頭ルキフェルは、やむを得ずアスタロトを指名手配するも、時すでに遅くベールゼブブも応戦するようになり、魔界は両派閥の全面対決に動き始める。
アスタロトは人間界に逃れ、独自に力を蓄えて再戦に備えるが、その頃ベールゼブブは軍勢を展開し、サタン派と激突しようとしていた。ところがその直前に、ベールが姿をくらましてしまう。ベールを完全に信用してはいなかったベールゼブブは秘術を用いてベールを探すも、魔界・人間界・辺土界のいずれにもベールはいない。そしてベールゼブブは、ベールが天帝の住む至高界にいるという結論にたどり着く。それは、ベールが天帝と結び、魔界の勢力を一掃しようとしている予兆だった。ここでベールゼブブはアスタロトに休戦を申し入れ、協力してベールの野望阻止に動くことを提案する。サタンを納得させ、魔界を反ベール勢力で統一するには、ベールが至高界にいる確証を得ねばならぬと考えたアスタロトとベールゼブブは、自らの魔力を封印することで至高界のセキュリティにかからない人間に成りすまし、潜入作戦を決行する。（未完）

### アスタロト外伝
本編において、アスタロトが魔界から指名手配を受け人間界に潜伏した時期の挿話。
逃亡生活を続けていたアスタロトは、ふとした縁から少年男娼を扱うカクテルハウス「小鳥の巣」の店長を務めることになった。ところが、この店に絡んだある事件で古代妖魔「ヴォルフォトイ」の魔力と対決したアスタロトは、古代妖魔の封印を強めて魔力を断ち切ることに成功するも、それによってヴォルフォトイと対になっていたもう一柱の邪神「ナイアルラトテップ」の封印を緩めてしまう。アスタロトは邪神の完全復活を止めるべく奔走するが、一度は復活阻止に成功したかに見えるもナイアルラトテップはついに復活。内戦状態だった魔界は、総力を挙げて古代妖魔との戦いに動き始める。その中でアスタロトは、ナイアルラトテップがかつての奉仕種族「暗きもの」の血を引く人間を抹殺しようとしている事実を発見。抹殺の対象となっていた少年ヨハネを確保し、彼の遺伝子からナイアルラトテップの弱点に迫ろうと試みるのであった。（未完）

## 登場キャラクター

### 魔界の住人
アスタロト
本作、および一連の「アスタロトシリーズ」の主人公。長い黒髪が印象的な、魔界の美しき大公爵。年齢は2万歳。魔王の中では若い方だが、その魔力は強大であり、魔界の四大実力者の一柱と目されている。基本的に冷酷で気まぐれではあるが、その一方で魔界では珍しい、弱者への慈悲心を示す。
大公爵としては2代目であり、先代の公爵は帝王サタンが直々に生み出した腹心であった。その先代が別の位相へ転移した際に、その意志力で生み出され後継者となったのが現在のアスタロトであり、先代と同じくサタン派の立場を継承している。
弱者に対して情け深く温厚だが、一方では短気かつ直情的で、単純な挑発一つにあっさり乗ってしまうなど軽率な部分もある。
ベールゼブブ
四大実力者の一柱にしてアスタロトの宿敵。かつての四大実力者・大魔王プラトーンに仕えていたが、下克上を企むも敗北し、辺土界へ追放された。しかしそこで古代妖魔の呪法を身につけて再起し、プラトーンを倒して四大実力者へと昇格する。現在はベール派の同盟者として暗躍するも、いずれはベールを出し抜いて魔界を支配しようとする野心をのぞかせている。配下の者には御統主（ミ・ヘッド）もしくは上主様（ミ・ロード）の尊称で呼ばれる。
魔界では異端視されている古代呪法を操るためアスタロトから嫌悪されている一方、ベールゼブブ自身も実力で現在の地位を築いたため、先代公爵から地位を受け継いだアスタロトを「無能な二代目」と見下している。
美少年の妖魔を家具にしており、失態を犯した少年妖魔を痛めつける悪魔らしい性格。複雑な魔法を使って苦しめるよりも鞭で叩くほうが好みであり、ベールゼブブの美少年妖魔に対する性癖や価値観は弱者に対して優しく接する傾向の強いアスタロトから敬遠される一因となっている。
冷酷無比なサディストではあるが、魔界の平和の為に宿敵であるアスタロトに休戦を申し込むなどの冷静さをもつ。まだアスタロトと共に天界に行く際に魔力を封じた状態でも素手で人間の悪人の霊を倒すほどの腕をもつ。
ルキフェル
四大実力者の一柱。サタン派の筆頭。老獪な大魔王だが、かつて古代妖魔との戦いで苦労した経験から直接的な戦いを好まず、穏健で慎重な行動に徹している。そのため、アスタロトからは「年寄り」「老人」と揶揄されることが多いが、彼もまたアスタロトを若造呼ばわりしており、魔界の秩序をたびたび乱すアスタロトとベールゼブブの争いを苦々しく思っている。
ベール
四大実力者の一柱。魔界の東方に広大な領地と多数の軍隊を所有し、「大王」を名乗ってサタンと冷戦を続けている。その魔力の強さは未知数であるが、サタンに匹敵するとも噂されている。5億通りの陰謀を心得ているという策謀家でもある。
サタン
魔界の帝王。かつては天帝の第一の従者であったが、自らが最高権力を握ろうとして天帝に挑むも敗北し、人間界の下方に位置する「魔界」へと遁走し、現在に至るまで魔界の最高権力者の地位を保持し続けている。
アスタロトよりもはるかに強大な魔力を有しているだけでなく、戦闘能力も絶大で、魔力も使用せずベールゼブブに対しただ一言「死罪！」と宣告しただけで抹殺したこともあるほどの、魔界の物理法則をも超越する実力の持ち主。作中では、サタンの目が空に浮かぶ「赤い月」として現れるなど不可思議な描写もされている。
マルコキアス
魔王の一柱。狼の顔と蛇の尾、そして翼を持つ悪魔。「猛将」と形容されるほど直情かつ好戦的な性格であり、アスタロトがベールゼブブ陣営への攻撃を始めた際にはすぐアスタロトに共感し、彼のテロ活動の尖兵として敵陣営の魔王たちを次々と血祭りにあげたがベールゼブブの影に圧殺される。最後まで自分が捨て駒扱いであることには気づかなかった。
サルガタナス
准将の位を持つ上位の魔王。学術的興味と称して、人間界を観察している。
シャーサ
番外編『時の晶玉』に登場した魔物の女性。アスタロトの城の金庫番。
訪ねてきたブエルが預けた宝物・時の晶玉の保管を命じられたが、原因不明な現象で黒焦げになってしまう。アスタロトに連れられて人間界に向かう際に人間の姿に変身させられる。
晶玉に起こった現象は結局ブエルとベール大王派閥のラムムが企てたマッチポンプだったが、ブエルたちと戦った際に晶玉が誤作動を起こしてシャーサは別の時間に飛ばされてしまう。どの時間に飛んだのかがわからなければ迎えに行くことも出来ないと落胆したアスタロトだが、人間界に来た際に声を掛けてきた若者たちから受け取った手紙がシャーサからのものだった。晶玉によってシャーサは100年前に飛ばされるが、人間になっていたため魔界に帰ることも出来ず、知り合った医者と結婚して子宝に恵まれ、晩年に孫たちにアスタロトへの手紙を託し、手紙を届けたのはサーシャの曾孫たちだった。

### 至高界の住人
天帝
至高界の主。古代妖魔が跋扈していた原始地球に降臨し、直属の部下である天使たち、また古代妖魔の奉仕種族を倒すための対抗種である人間を創造した。非常に強力な存在ではあるが、物語が魔界の住人であるアスタロトを中心に描写されていることもあり、画面に登場したことは無い。
『アスタロト外伝』におけるクトゥルフ神話とのリンクにより、天帝も同神話で言うところの旧神に属する存在であることが明かされている。
リントラ
上級天使の一柱。至高界の入り口で騒ぎを起こした死者に対し、強烈な苦痛を伴う罰を与える。罰を受けることで罪が清められると称しているが、アスタロトからはいたぶって楽しんでいるだけのサディストと評される。
サリュエリ
上級天使の一柱。リントラに代わって死者の分別を引き受けるが、欠伸をしながら適当に仕事をする。

### 古代妖魔
ヴォルフォトイ
辺土界に封印された古代妖魔の一柱で、水の邪神。「ヴォルフォトイのなめくじ」と称される、ホワイトオパールそっくりな自らの鱗を奴隷に持たせて操る。封印されて眠った状態から、人間を自らの奴隷に引き入れようとしていたが、アスタロトの魔力によって氷結させられ力を封じられた。
ナイアルラトテップ
古代妖魔の一柱で、火の邪神。ヴォルフォトイと対になって封印されていたが、アスタロトがヴォルフォトイを氷結させたことで力のバランスが崩れ復活する。
名前はクトゥルフ神話の代表的な邪神「ナイアーラトテップ」から取っているが、火の邪神である（ナイアーラトテップは地の邪神であり、火の邪神クトゥグアと対立している）、封印されている（ナイアーラトテップは封印されずに暗躍するトリックスターとされている）などの相違点が存在する。

## 背景世界
本作に出てくる魔界や悪魔のイメージは、『アスタロト』では『神曲』や『失楽園』で語られるようなキリスト教的な悪魔学の世界観をベースにしたものにすぎなかったが、『アスタロト外伝』において悪魔たちの背景にクトゥルフ神話の設定が取り込まれていることが明らかにされた。なお、本作で語られるクトゥルフ神話の世界観はオーガスト・ダーレスの解釈に近い。
本作においては人類誕生以前に宇宙は旧神と古代妖魔（またの名をクトゥルーの邪神）が戦いあっていたとされ、原始地球に拠点を定めようとした邪神たちを倒した旧神のうちの一柱が、後の天帝である。天帝は地球において古代妖魔に対抗するための兵力として地球上に人間を作り出し、最終的に地下世界に封じ込めることに成功した。天帝とその部下である天使たちは至高界に住まい地上を管理していたが、天使たちのうちサタンと呼ばれる実力者が天帝に反旗を翻すも敗北し、天界から追放された。サタンは眠れる古代妖魔たちが封じ込まれた地下世界を乗っ取り魔界と呼ばれる自らの世界として支配した。その際、サタンは魔界の更に下方に辺土界と呼ばれる牢獄を作りだし、眠れる古代妖魔たちをそこに封じ込めた。以後、魔界に住むようになった住人たちは悪魔と呼ばれるようになる。

### 魔界
大小様々な種類の悪魔が棲む下層世界。本作の主な舞台でもある。帝王サタンを最高位とし、次いでベール、ルキフェル、アスタロト、ベールゼブブの「四大実力者」、その下の72名の魔王、さらにその下の上級悪魔、下級悪魔と厳密な階層社会になっている。ただし、位の低い悪魔が実力を蓄えてより上の悪魔を倒し、その地位を奪うことは美徳とされ当然の行為として容認されている弱肉強食の世界でもある。現在はベールがベールゼブブを配下に置き、魔界の新たな支配者になるべくサタンと対立している。
高位の人間の魂を集めることで魔界での権威を高めることができるため、死後の人間の魂の所有権をめぐって天使たちとも対立している。また、魔界の下方にある辺土界で眠る古代妖魔たちが復活し、魔界の悪魔たちと衝突を起こしたこともある。

### 至高界
天帝と天使たちが住む高位の世界。人間の生死を監督するのもこの世界の権限とされており、死んだ人間の魂は一度至高界に集められた後、良質の魂のみが至高界に入れられ、劣悪な魂が魔界に投棄される。ただし、高位の聖職者の魂など価値の高い魂は魔界の住人も欲しているため、死亡した時点で激しい争奪戦が繰り広げられることになる。

### 辺土界と古代妖魔
サタンが至高界を追放され、後に魔界となる領域を制圧する際に対立したのが、古代妖魔と称される異形の存在であった。サタンは自らの血から生み出した最初の四大実力者と共に古代妖魔と戦いこれを放逐し、彼らを辺土界（リンボ）と呼ばれる魔界の最下層空間へ封印した。

## 単行本
- 秋田書店プリンセスコミックス
  - 1巻　ISBN 4253077706
  - 2巻　ISBN 4253077714
  - 外伝　ISBN 4253074502
- 秋田文庫
  - 1巻　ISBN 425317700X
  - 2巻　ISBN 4253177018

プリンセスコミックス版の1・2巻および外伝を全2巻で収録。またコミックス未収録話を1話含む。
- 小学館クリエイティブ
  - アスタロト・クロニクルⅠ　ISBN 4778038118
  - アスタロト・クロニクルⅡ　ISBN 4778038126

## 関連作品
『ラシャーヌ!』
単行本（花とゆめコミックス）の第1巻（1979年初版）において、連載時に広告が入っていたハシラのスペースの穴埋めとして「世界悪魔名鑑」なるイラストが掲載されている。ここにアスタロト、サルガタナス、マルコキアス、ルキフェル、ベールゼブブ、ベールの5人の魔王が紹介された。アスタロトシリーズの登場人物の出演としては商業作品で確認される最も古い事例である。なお、悪魔名鑑は『ラシャーヌ!』本編とは一切のかかわりをもたない。ここで紹介されたベールゼブブは後の作品に登場した時と髪型が大きく異なっているほか、マルコキアスの頭部は虎となっている。
『魔界』
1981年『別冊花とゆめ』秋の号に掲載された短編。単行本『妖怪缶詰』『横須賀ロビン』に収録された。アスタロトとその秘書の女悪魔を中心としたラブコメもの。
『アスタロト』（短編）
1982年『花とゆめ9月大増刊』に掲載。後に短編集『破異スクール斬鬼郎』に収録された。アスタロトの妹が登場するなど、シリーズの中では異色の作品。
『パタリロ!』
1984年に、主人公パタリロ8世が、悪魔に魂を売って下僕となった先祖の夢を見るという設定でアスタロトの活躍が連作エピソードで描かれた。単行本22巻から23巻にかけて掲載。選集である文庫版では13集で「大魔王アスタロトの巻」として1冊に収録。この連作エピソードの連載時期は『アスタロト』に先駆ける。
また1999年から2000年にかけて、パタリロ8世が魔界の抗争に巻き込まれるエピソードで登場。こちらではベールゼブブが主要キャラとして活躍する。パタリロ8世が先祖に続いてアスタロトの下僕になるというエピソードも掲載された。単行本では69巻から71巻にかけて掲載。選集である文庫版では40集で「魔界からの暗殺者の巻」として1冊に収録。それ以後もアスタロトは『パタリロ!』ワールドの関係者として何度か登場している。なお、本編には登場しない大天使ミカエルがバンコランの子フィガロの姿を借りて登場、ベールゼブブの攻撃を軽くいなしている。外伝において隠れ家として手に入れたカクテルハウス「小鳥の巣」も単行本60巻に登場している。
『ファーイースト』
2000年から2002年にかけて、実業之日本社『恐怖まんが666』誌に掲載された作品集。アスタロトが悪魔や魔法の絡んだ事件を解決する一話読切り型の短編シリーズで、掲載誌の読者層を反映していずれの短編も女性心理や結婚がテーマとなっている。
『パタリロ源氏物語!』
2004年から2008年にかけて連載された『パタリロ!』のスピンオフ作品。源氏物語本編の裏で、悪魔たちが陰陽師を操り暗躍していたという独自のストーリーが展開される。アスタロトは登場しないが、ベールゼブブやサルガタナスが自分たちの分身を都の人間に紛れ込ませて活動している描写がある。
『クレプスキュール 逢魔が刻』 『トワイライト 大禍刻』 『オーロラ 王魔が刻』
2008年から2010年にかけて『月刊COMICリュウ』に連載された三部作のSFホラー。『アスタロト外伝』の古代妖魔の設定が中核に組み込まれており、ナイアルラトテップや天帝も登場するなど世界観が共有されている。一方、アスタロトを初めとした魔界の悪魔たちは全く登場しない。

## 注
1. ↑  死んだわけではなく、自律的な行動である
2. ↑  『パタリロ源氏物語!』によればベールゼブブはこの時に9つの命と81体の影を得たことになっている
3. ↑  腹部を殴られた際にも対して応えていなかったことから、日頃より腹筋運動などの筋トレをしているのかと見たアスタロトを「大魔王のクセに変なヤツだ」と困惑させた
4. ↑  『パタリロ!』23巻によると、ベールゼブブは9つの命を持っているため完全に死んだわけではなく、アスタロトの予想ではいずれ辺土界から甦るとされ、『パタリロ!』69巻で再登場を果たしている。
5. ↑  至高界に数十名存在し、4大実力者と並の魔王の中間程度の強さを持つとされる。
6. ↑  このエピソードが外伝の第1話に続いている。